# Estadio Villa Alegre
El Estadio Villa Alegre, por razones de patrocinio llamado Estadio ueno Villa Alegre, es un estadio de fútbol del Paraguay. Está ubicado en la ciudad de Encarnación, su capacidad actual es para 16 000 espectadores (con proyectos de aumentar hasta 30 000 espectadores), lo que lo ubicaría entre los estadios más importantes del país.
Este recinto deportivo fue sede de la final de la Copa Paraguay 2022, así como también de algunas fechas de la Primera División de Paraguay, el cual disputaron los equipos más populares del país: Olimpia y Cerro Porteño;  y amistosos entre otros equipos populares como Guaraní y el Sportivo Luqueño.

## Historia
El antiguo Estadio Villa Alegre, que sirve a la Liga Encarnacena de Fútbol, se encontraba en sus orígenes en la denominada «zona baja» de la ciudad, ya demolida por las obras del Plan de Terminación de la Entidad Binacional Yacyretá. Tenía capacidad de 5000 personas aproximadamente y había sido inaugurado en la década de 1960. El último partido oficial fue jugado el 24 de octubre de 2008. Mientras que el estadio empezó a ser demolido el 23 de enero de 2010, quedando bajo una montaña de tierra y agua, donde actualmente se encuentra la Avenida Costanera de Encarnación.
Debido a la demolición del estadio por las obras del Plan de Terminación de la Entidad Binacional Yacyretá, fue relocalizada en el barrio Chaipé, el cual su construcción se dividió en varias etapas: La primera etapa, iniciada en el 2016 y concluida en el año 2019, consistía en que el estadio llegue a los 8 000 espectadores. La segunda etapa, concluida en el año 2021,  consistía en que el estadio llegue a los 20 000 espectadores, que es la capacidad actual. La última etapa, que está en proyecto, consiste en que el estadio ronde los 30 000 espectadores.